# Central Washington University
Central Washington University, jejíž název je často zkracován na CWU, je státní univerzita v Ellensburgu ve státě Washington v USA. Tato poloha ji byla darována státní legislativou poté, co Ellensburg prohrál boj o hlavní město státu. Univerzita byla původně otevřena na konci devatenáctého století a leží 48 kilometrů severně od Yakimy a 180 kilometrů východně od Seattlu.

## Historie
Univerzita byla otevřena v roce 1891 jako Washington State Normal School za účelem vzdělávat budoucí učitele základních a středních škol. V roce 1893 byla postavena její první budova - Barge Hall - a až do roku 1894 se vyučovalo na ellensburské veřejné škole.
V roce 1937 bylo jméno školy změněno na Central Washington College of Education (Vysoká škola vzdělávání středního Washingtonu), v roce 1961 na Central Washington State College (státní vysoká škola) a v roce 1977 na Central Washington University. Univerzita je stále jednou z nejrychleji rostoucích ve státě. Nynějším prezidentem je Dr. James L. Gaudino, který v roce 2009 nahradil doktorku Jerilyn S. McIntyre po dlouhém hledání.
17. dubna 1974 unesl z kampusu sériový vrah Ted Bundy Susan Rancourt, od které chtěl pomoci s nakládáním knih do jeho Volkswagenu Beetle. Dva studenti pak potvrdili, že ho na kampusu viděli ve dnech před únosem.
V roce 2008 softballistky týmu Wildcats Mallory Holtman a Liz Wallace přenesly zraněnou soupeřku Saru Tucholskou z Western Oregon University přes zbytek met, poté, co trefila první homerun své kariéry a zranila se při běhu přes mety. Wildcats prohráli zápas a skončila pro ně sezona, příběh si ale vysloužil celonárodní pozornost. Trojice se objevila v Ellen DeGeneres Show, na stanicích CBS, CNN a ESPN. Dokonce vyhrály cenu ESPY za nejlepší sportovní moment roku a objevily se v časopise Sports Illustrated. Nyní jsou součástí billboardové reklamní kampaně podporující sportovní chování.
V roce 1978 začala vysílat univerzitní rozhlasová stanice KCWU.
Mezi lety 1980 a 2007 byla univerzita domovem šimpanze Washoa, který byl prvním nečlověkem, který se naučil americkou znakovou řeč.

## Univerzitní centra
Central Washington University má univerzitní centra v Des Moines, Lynnwoodu, Moses Lake, okrese Pierce, Wenatchee a Yakimě. Všechna jsou ve státě Washington.
Edmonds Community College a lynnwoodské centrum univerzity spolupracují už od roku 1975 za účelem zvýšit vzdělanost okresu. Po získání přestupového stupně na ECC mohou zdejší studenti pokračovat až k dosažení bakalářského titulu na CWU v Lynnwoodu, kde budou navštěvovat Snoqualmijskou halu, kterou sdílí spolupracující vzdělávací instituce. Kromě dvou počítačových učeben se v hale nachází také velké množství vyučovacích učeben.
V Des Moines probíhá spolupráce s Highline Community College poté, co do města univerzita přesunula své vzdělávací centrum z nedalekého SeaTacu.
V Yakimě univerzita sdílí centrum s Yakima Valley Community College a konkurenční Washington State University, v Moses Lake s Big Bend Community College a ve Wenatchee s Wenatchee Valley College.

## Výzkum
- Mezi lety 1980 a 2007 byla univerzita domovem šimpanze Washoa, který uměl znakovou řeč. Od roku 1993 zde funguje Institut komunikace mezi šimpanzi a lidmi, který je jednou ze dvou takových institucí na světě.

- V roce 1996 byl založen Letní institut divadelního umění, který navštívilo více než 500 učitelů z osmadvaceti států a šesti zemí.

## Sporty
Sportovci z řad studentů univerzity reprezentují její tým, zvaný Wildcats (rysové), v Great Northwest Athletic Conference druhé divize NCAA. Jejich barvy jsou karmínově červená a černá. Mezi mužské sporty patří americký fotbal, běh v terénu, basketbal, plavání, baseball a lehká atletika. Ženy pak reprezentují ve fotbale, běhu v terénu, volejbalu, basketbalu, plavání, softballu a lehké atletice.
Univerzita kdysi mívala konkurenceschopné týmy v plavání a v zápase, ale finanční problémy uzavřely tyto sporty v roce 2004. Tak se stalo i přes fakt, že tyto dva sporty byly nejlevnější, které univerzita provozovala. Zatímco plavci dokázali vyhrát šampionát NAIA hned čtyřikrát, plavkyním a zápasníkům se to povedlo každému týmu dvakrát. Sporty byly vyškrtnuty i přesto, že zůstávaly hodně konkurenceschopnými.
Zápasnický tým byl zrušen také kvůli nedostatku regionální konkurence, která zapříčinila také nedostatek konferenčního přidružení. Přes protesty studentů, absolventů a fanoušků se univerzita rozhodla jít si za svým rozhodnutím a to i poté, co ji bylo nabídnuto členství v Rocky Mountain Athletic Conference, která byla jedinou konferencí druhé divize NCAA která podporovala zápas, co se studenti rozhodli finančně podporovat sport a s možností regionální konkurence v první divizi NAIA. Nyní hrají univerzitní zápasníci za amatérský tým v méně prestižní National College Wrestling Association.
Hodně pozornosti získal také americký fotbal, jelikož univerzitní tým patřil na Severozápadě USA k nejlepším ve druhé divizi NCAA. V roce 2006 se tým přesunul do North Central Conference jelikož Great Northwest Athletic Conference přestala podporovat tento sport. Stejně učinil také rivalský tým Western Washington University, se kterým v poslední době soutěží v takzvané Bitvě o Seattle, která se odehrává na seattleském CenturyLink Fieldu, a v tradičním Cascade Cupu, který se hraje v Ellensburgu. V roce 2008 se Great Northwest Athletic Conference rozhodla opět zavézt americký fotbal, takže se obě univerzity do ní vrátily. V roce 2009 ale Western Washington University zrušila svůj fotbalový tým, což vedlo k perfektnímu výkonu fotbalového týmu CWU, který vyhrál všech jedenáct zápasů sezony, což se v roce 2009 povedlo z celé druhé divize pouze jemu.
Univerzita také nabízí velké množství kolektivních sportů, z nichž největší úspěch má ragby. Ragbyový tým byl založen v roce 1972 a byl schopný hrát proti větším univerzitám, jako jsou University of Washington, Washington State University, University of Oregon nebo Oregon State University. Ragbyový tým také získal univerzitě hodně celonárodní pozornosti, především díky častému úspěchu v národním play-off. Mezi největší úspěchy patří čtvrtfinále v letech 1998 a 2001, v roce 2007 se tým umístil na desátém místě.

## Známí absolventi
- Ron Sims - nynější americký ministr vnitřního rozvoje
- James Mattis - generál námořní pěchoty a velitel Centrálního velení obranných jednotek
- W. Hudson Kensel - historik